# Sarah-Sofie Boussnina

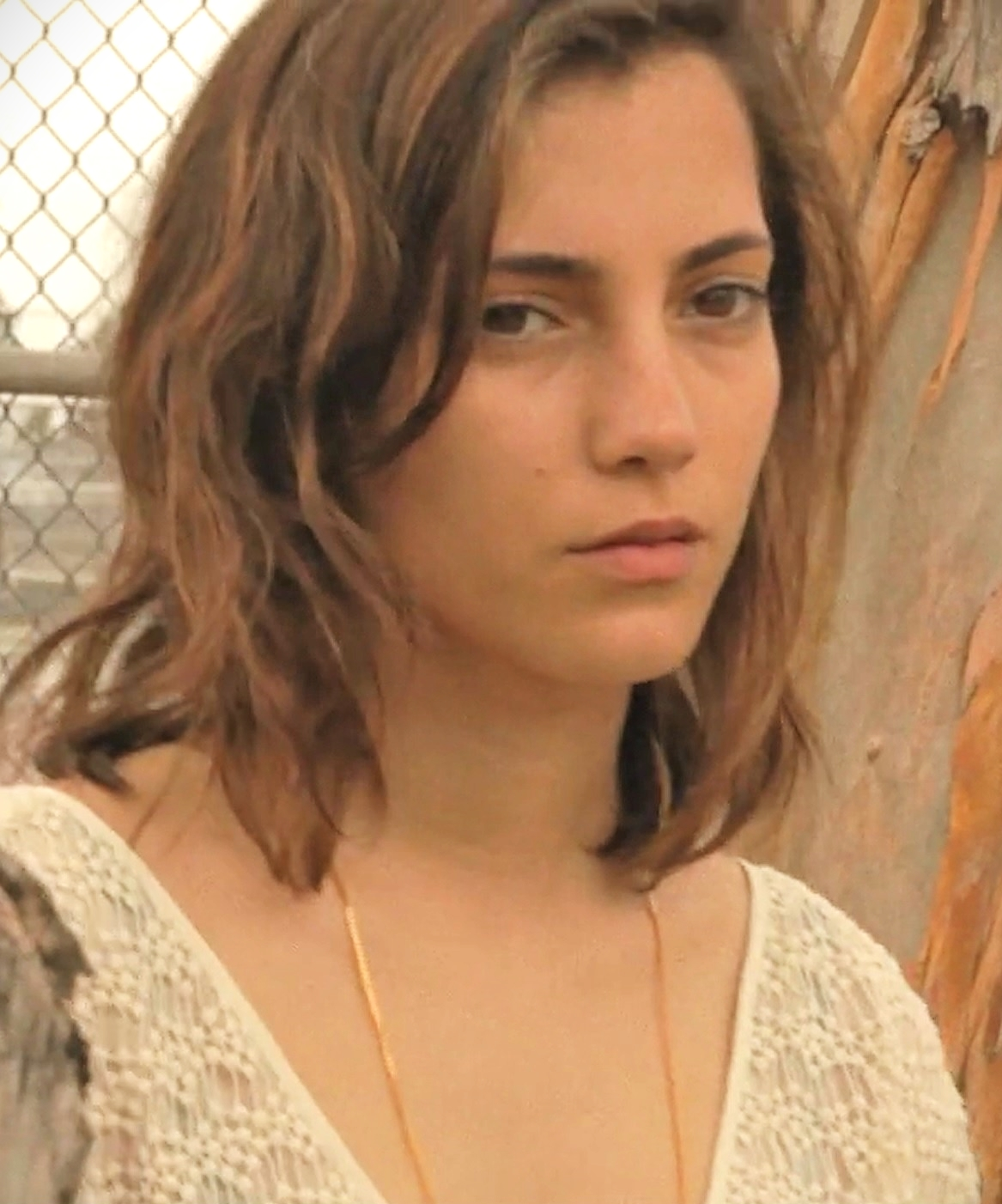
Sarah-Sofie Boussnina, 2014

Sarah-Sofie Torp Boussnina (* 28. Dezember 1990 in Svendborg) ist eine dänische Schauspielerin.

## Leben
Sarah-Sofie Boussnina wurde 1990 in Svendborg auf der Insel Fünen als Tochter eines Tunesiers und einer Dänin geboren und wuchs hier mit zwei Brüdern auf. Ihre Schulausbildung erhielt sie am Gymnasium Svendborg. Ihre Leidenschaft für die Schauspielerei wurde bereits im Schulkindalter geweckt, als sie im Kinder- und Jugendtheater mitwirkte.
Ihre Schauspielkarriere begann sie 2009 in der dänischen Fernsehserie Lærkevej – til døden os skiller. In Bora Bora spielte sie erstmals in einer tragenden Rolle. Im deutschsprachigen Raum wurde Sarah-Sofie Boussnina durch ihre Rolle der Claudia in der dänischen Miniserie 1864 – Liebe und Verrat in Zeiten des Krieges von Regisseur Ole Bornedal aus dem Jahr 2014 bekannt.
Sarah-Sofie Boussnina spricht neben ihrer Muttersprache Dänisch fließend Englisch, Französisch und mäßig Deutsch. Sie lebt mit ihrem Freund im Kopenhagener Stadtteil Vesterbro.

## Filmografie (Auswahl)
- 2009–2010: Lærkevej – til døden os skiller (Fernsehserie)
- 2011: Bora Bora
- 2012: Lærkevej – til døden os skiller (Spielfilm)
- 2012: Outsider
- 2012: Kommissarin Lund – Das Verbrechen (Forbrydelsen, Fernsehserie)
- 2012: In absentia (Kurzfilm)
- 2013: Tvillingerne & Julemanden (Fernsehserie)
- 2014: Schändung (Fasandræberne)
- 2014: 1864 – Liebe und Verrat in Zeiten des Krieges (1864, Fernsehserie)
- 2015: Die Brücke – Transit in den Tod (Broen, Fernsehserie)
- 2015: Comeback
- 2016: Black Lake (Svartsjön, Fernsehserie)
- 2017: Letters for Amina (Aminas breve)
- 2017–2018: Knightfall (Fernsehserie)
- 2018: Maria Magdalena (Mary Magdalene)
- 2019: The Bird Catcher
- 2021: Tides
- 2024: Dune – Prophecy (Fernsehserie)

## Auszeichnungen und Nominierungen
- Bodil Awards: 2015 Nominierung als Beste Nebendarstellerin in Schändung.
- Ekko Shortlist Awards: 2014 Auszeichnung als Beste Schauspielerin in In absentia.
- Robert Festival: 2015 Nominierung als Beste Nebendarstellerin in einer Fernsehserie in 1864 – Liebe und Verrat in Zeiten des Krieges.